# Chloroclysta fasciata
Chloroclysta fasciata là một loài bướm đêm trong họ Geometridae.